# Erica carnea
Erica carnea L., 1753 è una pianta perenne appartenente alla famiglia delle Ericacee, diffusa in Europa centro-meridionale.

## Etimologia
L'epiteto specifico carnea si riferisce al colore dei fiori simile a quello della carne viva (latino carō, carnis).

## Descrizione

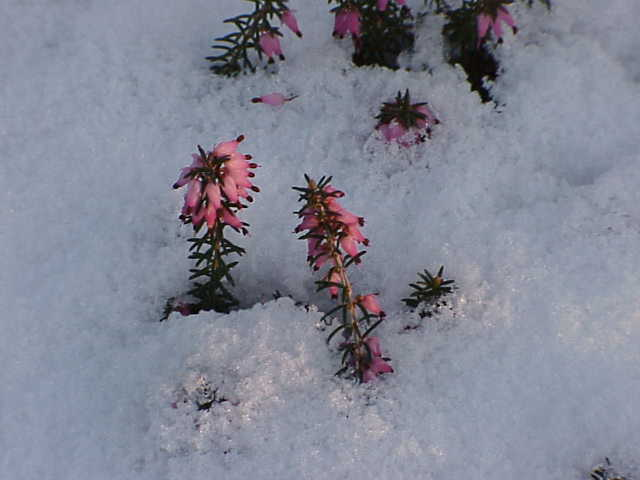
Fiori di E. carnea spuntano dalla neve

È una pianta che forma dei cuscini fioriti dato il suo sviluppo per lo più in larghezza.  Ha fusto strisciante a livello del terreno, alta fino a 40 cm. Dal fusto sottile e legnoso spuntano foglioline aghiformi dal colore verde vivo, che lo ricoprono per la sua totalità. Possono presentarsi anche di color bronzeo o giallo scuro, in particolari condizioni di esposizione alla luce.
I fiori riuniti in grappoli apicali sono di colore rosa più o meno sfumato. La forma della corolla richiama una botte ed è formata dalla fusione dei singoli petali fra loro. Dalla sommità della corolla si intravedono 8 stami scuri e uno stilo più lungo, che viene urtato dagli insetti che si posano sul fiore, favorendone l'impollinazione.
Fiorisce da febbraio a giugno. 
È una pianta molto robusta e spesso capita di vedere i fiori rosei spuntare nella neve, annunciando la primavera.
Esiste anche una varietà dai fiori molto chiari, a volte totalmente bianchi, classificata come Erica carnea var. albina.

## Distribuzione e habitat
La specie è presente in Francia, Germania, Svizzera, Austria, Repubblica Ceca, ex-Jugoslavia, Albania, e Grecia In Italia la si trova sulle Alpi e sugli Appennini settentrionali.
Vive a quote fino ai 2500 m s.l.m. in prati e pascoli, su pendii rocciosi e soleggiati e nelle zone luminose al limitare dei boschi di conifere.

## Usi
I fiori sono officinali e la pianta è medicinale, hanno proprietà diuretiche assai potenti e servono per la preparazione di tisane urinarie. Hanno inoltre azione antisettica dovuta alla presenza di arbutina; sono usati in casi di cistiti, specie quelle prostatiche, preferiti ad altri preparati, in quanto non tossici.
È pianta molto visitata dalle api per il polline ed il nettare, da cui esse producono un ottimo miele.

## Galleria d'immagini

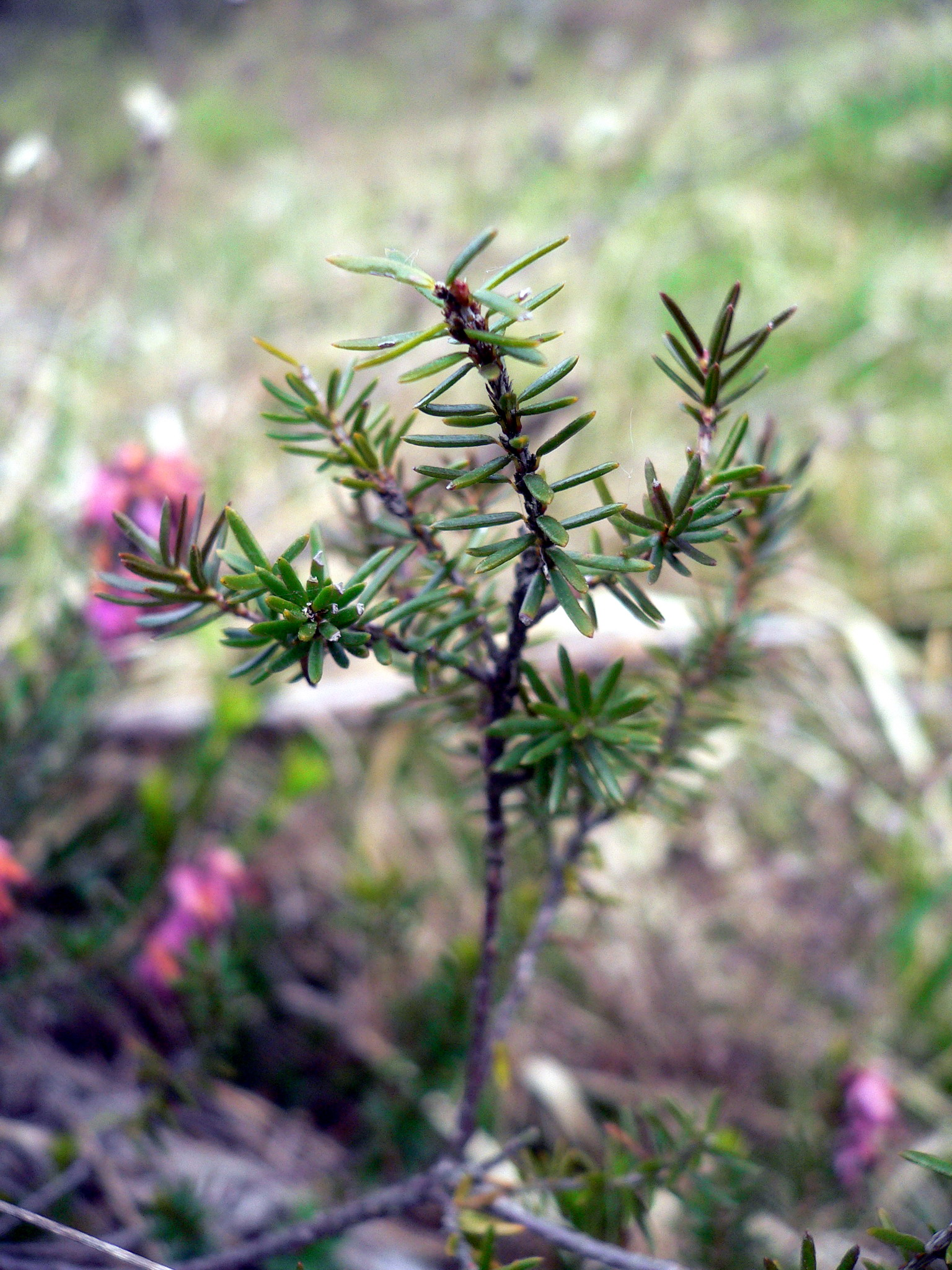
Particolare di fusto e foglie
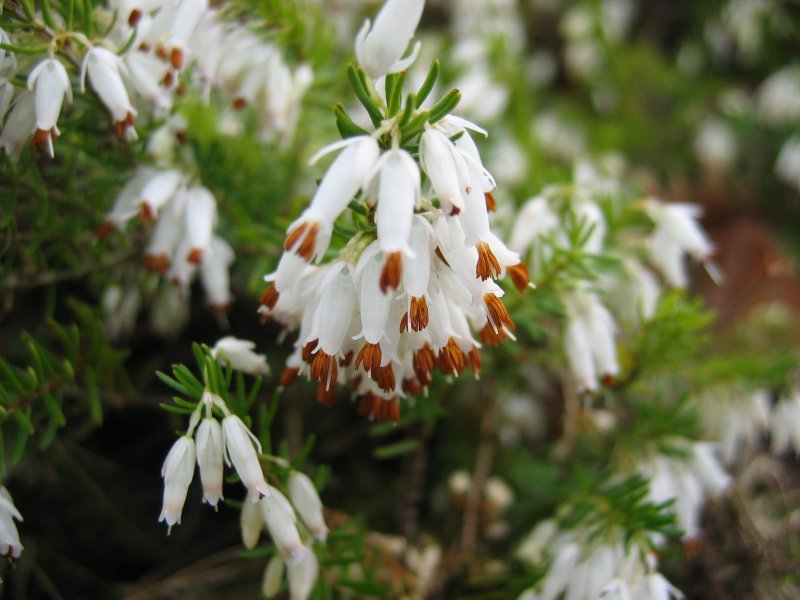
E. carnea var. alba
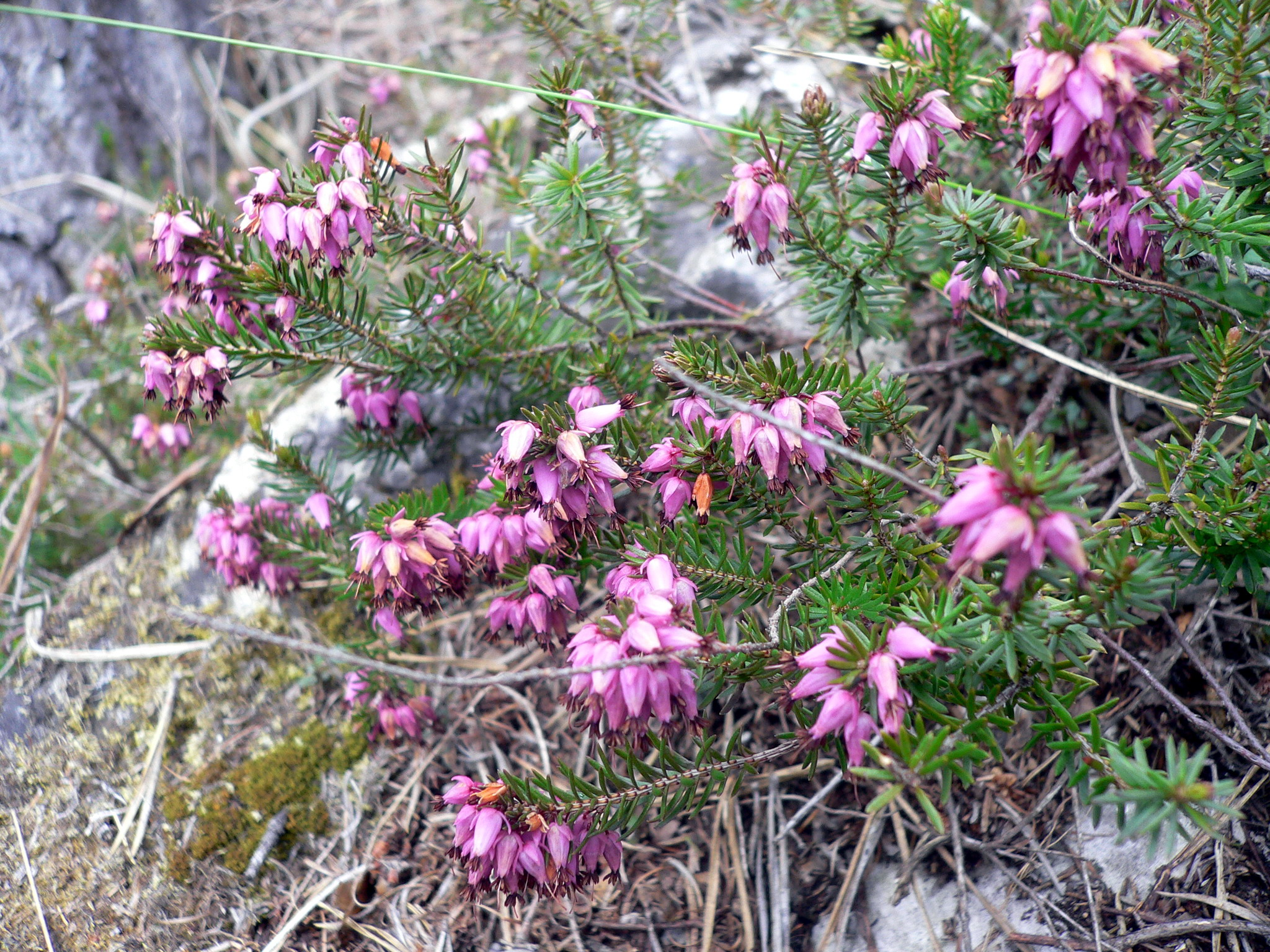
Cuscino di E. carnea